# Askö-Tidö
Askö-Tidö este o arie protejată (arie specială de conservare — SAC, sit de importanță comunitară — SCI, arie de protecție specială avifaunistică — SPA) din Suedia întinsă pe o suprafață de 896,7 ha, integral pe uscat.

## Localizare
Centrul sitului Askö-Tidö este situat la coordonatele 59°31′01″N 16°28′39″E / 59.517°N 16.4776°E.

## Înființare
Situl Askö-Tidö a fost declarat arie de protecție specială avifaunistică în decembrie 1996 pentru a proteja 53 de specii de animale. Alte tipuri de protecție:
- sit de importanță comunitară (în ianuarie 1997)
- arie specială de conservare (în martie 2011)[1][3][4]

## Biodiversitate
Situată în ecoregiunea boreală, aria protejată conține 6 habitate naturale: Păduri aluvionare cu Alnus glutinosa și Fraxinus excelsior (Alno-Padion, Alnion incanae, Salicion albae), Păduri caducifoliate bătrâne naturale hemiboreale fino-scandinave (Quercus, Tilia, Acer, Fraxinus sau Ulmus) bogate în specii epifite, Pășuni din zone de pădure fino-scandinave, Lacuri eutrofice naturale cu vegetație de tip Magnopotamion sau Hydrocharition, Taiga vestică, Pajiști cu Molinia pe soluri calcaroase, turboase sau argilos-nămoloase (Molinion caeruleae).
La baza desemnării sitului se află mai multe specii protejate:
- păsări (49): uliu porumbar (Accipiter gentilis), lăcar mare (Acrocephalus arundinaceus), rață sulițar (Anas acuta), rață lingurar (Anas clypeata), rață cârâitoare (Anas querquedula), gâscă de semănătură (Anser fabalis), fâsă roșiatică (Anthus cervinus), stârc cenușiu (Ardea cinerea), ciuf de câmp (Asio flammeus), buhai de baltă (Botaurus stellaris), Branta leucopsis, fugaci mic (Calidris minuta),  prundaș gulerat mic (Charadrius dubius), chirighiță neagră (Chlidonias niger), erete de stuf (Circus aeruginosus), botgros (Coccothraustes coccothraustes), porumbel de scorbură (Columba oenas), prepeliță (Coturnix coturnix), cristeiul de câmp (Crex crex), lebădă de iarnă (Cygnus cygnus), ciocănitoare neagră (Dryocopus martius), presură de grădină (Emberiza hortulana), muscar (Ficedula parva), ciuvică (Glaucidium passerinum), cocor (Grus grus), sfrâncioc roșiatic (Lanius collurio), pescăruș mic (Larus minutus), sitar de mâl (Limosa limosa), ciocârlie de pădure (Lullula arborea), gușă albastră (Luscinia svecica), becațină mică (Lymnocryptes minimus), ferestraș mic (Mergus albellus), codobatura galbenă (Motacilla flava), alunar (Nucifraga caryocatactes), culic mare (Numenius arquata), vultur pescar (Pandion haliaetus), pițigoi de stuf (Panurus biarmicus), viespar (Pernis apivorus), notatița cu ciocul subțire (Phalaropus lobatus), bătăuș (Philomachus pugnax), ploier auriu (Pluvialis apricaria), corcodel-urechiat (Podiceps auritus), corcodel-cu-gât-roșu (Podiceps grisegena), cresteț pestriț (Porzana porzana), lăstun de mal (Riparia riparia), pescăriță mare (Sterna caspia), chiră de baltă (Sterna hirundo), Sterna paradisaea, fluierar de mlaștină (Tringa glareola)
- nevertebrate (2): libelule (Leucorrhinia pectoralis), Osmoderma eremita
- pești (2): avat (Aspius aspius), zvârluga (Cobitis taenia)